# Micro-trottoir

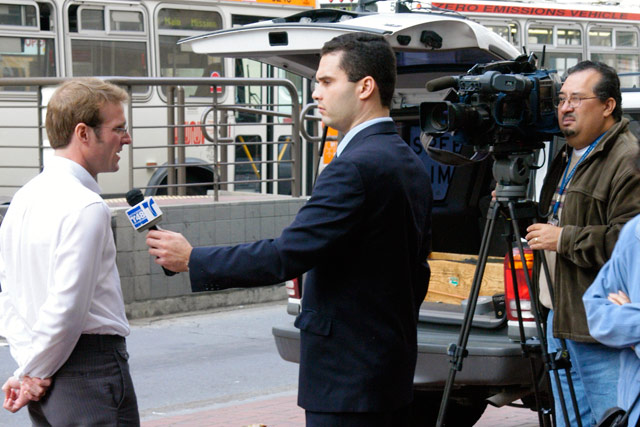
Un journaliste interviewant une personne dans la rue lors d'un reportage.

Le micro-trottoir est une technique journalistique qui consiste à interroger des personnes ciblées, le plus souvent dans la rue, pour leur poser une question et collecter leur opinion spontanée sur un sujet.
La question est toujours la même pour chaque personne interrogée. Elle peut être « fermée », c’est-à-dire demander une réponse qui soit « oui » ou « non », ou encore « pour » ou « contre » avec une argumentation ; ou alors « ouverte», c’est-à-dire demander des réponses développées, par exemple : « Que pensez-vous de... », « Que faut-il faire pour... ».
Par la spontanéité implicite des réactions obtenues, un micro-trottoir sert à donner un aperçu de l'opinion publique dans des domaines variés, par exemple l'opinion sur un pays, ou bien une idée politique.

## Utilisation dans les médias
Le micro-trottoir, qui dans le jargon journalistique se transforme en « micro-trott », est largement utilisé en radio et en télévision pour enrichir un reportage de « sons » (témoignages). Les témoignages d'un micro-trottoir sont généralement insérés dans un sujet général. Cette technique permet notamment d'illustrer ou de rendre plus vivant un sujet ardu en mêlant, par exemple, l'avis de spécialistes et des témoignages de gens de la rue. 
Afin de trouver des personnes acceptant de répondre à leur(s) question(s), les journalistes réalisent leur micro-trottoir le plus souvent sur les marchés ou dans des rues commerçantes. En cas de sujet lié à l'actualité d'un lieu, le micro-trottoir pourra être réalisé dans une gare un jour de grève des chemins de fer ou devant un musée le jour de l'ouverture d'une nouvelle exposition. 
Le micro-trottoir peut également faire l'objet d'un traitement particulier. Ainsi, le quotidien français Le Parisien/Aujourd'hui en France illustre chaque jour un sujet important d'actualité avec une rubrique récurrente de cinq témoignages (avec photo).

## Limites
Le micro-trottoir peut sembler le reflet de l'opinion des français en ce qu'il donne la parole aux "quidams de la rue". Toutefois, il ne permet pas de se faire un avis bien documenté sur un fait ni même de savoir quelle opinion est la plus partagée par l'opinion publique, l'échantillon de personnes interrogées étant trop faible. De plus, il peut être utilisé de manière non-éthique pour manipuler l'information, les propos pouvant être tronqués ou coupés au montage. Il lui est également reproché de mettre en avant des opinions personnelles au détriment du travail d'enquête et d'information,.
De plus, récolter des opinions demandant du temps et de l'énergie, les interrogateurs peuvent être tentés de n'interroger que les passants à proximité de leur rédaction, ce qui peut conduire à la surreprésentation de certains profils sociologiques.